# Juan Ignacio Lóndero
Juan Ignacio Lóndero (Jesús María, 15 de agosto de 1993) es un tenista profesional argentino desde 2010. Alcanzó el puesto 50.º del ranking individual durante 2019 y la posición 186.º en dobles, en 2020.
Su primer y único título de ATP lo obtuvo en febrero de 2019 al ganar el ATP 250 de Córdoba. En mayo de ese mismo año llegó a la segunda semana en Roland Garros, donde fue eliminado por Rafael Nadal en los octavos de final.

## Carrera
En su carrera le ha ganado a varios jugadores top 100: En 2015 a Diego Schwartzman y en 2018 a John Millman, ambos en torneos challenger, En 2019 derrota a Nicolas Jarry, Federico Delbonis, Guido Pella, Maximilian Marterer, Nikoloz Basilashvili (nº16), Hugo Dellien, Albert Ramos y al francés, Richard Gasquet en dos ocasiones. También derrotó a nivel ATP, a jugadores como: Mischa Zverev, Lorenzo Sonego, Elias Ymer, Paolo Lorenzi, Corentin Moutet
Su mejor ranking individual es el 50 alcanzado el 11 de noviembre de 2019, mientras que en dobles logró la posición 209 el 10 de octubre de 2017.
Ha logrado un título ATP 250 (Córdoba 2019), dos títulos de la categoría ATP Challenger Tour en singles (Ciudad de México y Marburg 2018) y uno en dobles (Santo Domingo 2017), además ha obtenido varios títulos Futures tanto en individuales como en dobles.

### 2013/2014

#### Sus primeros torneos ATP
Londero, debutó en un torneo ATP Tour en el mes de julio de 2013, tras ganar las tres rondas clasificatorias para ingresar al draw principal. Fue en el Torneo de Bogotá y cayó en primera ronda ante el eventual campeón del torneo, el croata Ivo Karlović.
En 2014, participa nuevamente del Torneo de Bogotá y tras ganar la fase de clasificación, debuta frente Víctor Estrella, perdiendo en dos sets.

### 2018

#### Gran performance en el circuito Challenger
Este año comienza en el puesto 363. Pero sube considerablemente en el ranking gracias a grandes rendimientos durante los meses de marzo y abril. En el Challenger de Panamá consigue semifinales y a la semana siguiente en México, la conquista de su primer título Challenger, ganándole la final a Roberto Quiroz. La gira continua con Semifinal en Sarasota y cuartos en Tallahasse.
Luego en mayo, nueva semifinal en el Challenger de Heilbronn y ronda final de fase de clasificación de Roland Garros.
En julio, gana su segundo Challenger, en este caso en Marburg, Alemania frente a Hugo Dellien.
Ubicado en el puesto 137 del ranking y tras ganar la fase de clasificación en el ATP de Bastad, entra al cuadro principal aunque pierde en el debut ante su víctima en la ronda final de la fase de clasificación, Laaksonen.
En el Challenger de Tampere llega a una nueva final pero cae ante Tallin Griekspoor en 3 sets.
En el último tramo del año llega cuatro veces a cuartos de final de distintos challengers y culmina el año en el puesto 118 del mundo como el séptimo mejor argentino detrás de Del Potro, Schwartzman, Mayer, Pella, Andreozzi y Delbonis.

### 2019

#### Inserción a los torneos ATP y primer título
Comienza el año 118.º del mundo. En su primer torneo, pierde en la Q2 del Australia Open, para luego ya sí, en polvo de ladrillo, llegar hasta los cuartos de final del Challenger de Punta del Este.
A través de una invitación participa del ATP 250 de Córdoba, donde logra su primer triunfo ATP ante el quinto cabeza de serie, Nicolás Jarry por 6-2 y 7-6. Luego derrota a Lorenzo Sonego 7-5 y 6-3. En cuartos de final, doblega a Pedro Cachín por 6-4 y 7-6, aplasta por 6-1 y 6-0 a un disminuido Federico Delbonis y ya instalado en la final derrota a Guido Pella 3-6, 7-5 y 6-1 para alcanzar su primer título ATP 250, e ingresar al top 100 del ranking ATP por primera vez en su carrera.
Sin tiempo de descanso, juega el ATP de Buenos Aires pero sucumbe en el debut frente a Joao Sousa. A la semana siguiente. participa del ATP de Río, y alcanza la segunda ronda (ingresando desde la fase de clasificación) perdiendo ante Pablo Cuevas en 2 sets.
A raíz de su primer título ATP y de los puntos obtenidos en Río de Janeiro, consigue valiosos puntos en el ranking, lo que le garantiza el ingreso a la mayoría de los cuadros principales de los torneos ATP.
Segunda Ronda en San Pablo frente a Hugo Dellien. Y dos derrotas en Q1 de Indian Wells y Miami, lo posicionan en el 66.º del ranking mundial.
En abril, participa de la gira de polvo de ladrillo de Europa comenzando en el ATP de Marrakech ganando en el debut ante Carlos Berlocq y perdiendo en segunda ante Jiry Vesely. Luego, gana las dos rondas clasificatorias para el Masters 1000 de Montecarlo y en el debut cae ante la revelación juvenil del año Félix Auger Aliasime 7-5 y 7-6. Más tarde, debut y despedida en el Conde de Godó frente a Benoit Paire.
En el ATP de Múnich, gana en el debut ante el alemán Marterer, pero en octavos, se topa frente al 4.º del mundo Alexander Zverev. A la semana siguiente, en el Masters 1000 de Madrid, juega la fase de clasificación, pero pierde la Q2 en 3 sets ante Opelka.
Juega en Ginebra llegando a segunda ronda, ganándole a Mischa Zverev y perdiendo ajustadamente ante el quinto preclasificado y top 50, Radu Albot.
Gracias a su ranking, por primera vez clasifica y participa en el draw principal de un Grand Slam. Allí en Roland Garros, cae sorteado (en la sección 7, donde Nadal luce como el máximo candidato) como rival del 15.º preclasificado y número 16 del mundo, Nikoloz Basilashvili a quien derrota, para sorpresa de todos, por un contundente 6-4, 6-1 y 6-3. En segunda ronda, juega con el ex número 7 del mundo y actual 39 del ranking, Richard Gasquet a quien le gana por 2-6, 6-3, 6-3 y 6-4 para acceder a la tercera fase. Allí, se enfrenta al ascendente juvenil y local, Corentin Moutet (WC),  número 110 del mundo y lo vence 2-6, 6-3, 6-4, 5-7 y 6-4 en una batalla de 3 horas y 28 minutos. Instalado en los octavos de final de su primer major, juega frente al segundo mejor jugador del mundo, defensor del título y quien levantaría la corona días más tarde, Rafael Nadal, con quien cae por 2-6, 3-6 y 3-6 dando fin a su excelente participación en el campeonato más importante del mundo sobre arcilla. Tras el gran desempeño en este evento alcanza el mejor ranking de su carrera, posicionándose 58.º.
Luego, participa de la gira de pasto, y en Eastbourne, gana el primer partido de su carrera, sobre esta superficie, ante Jay Clarke por 6-7, 6-1 y 6-3. Ya en segunda, pierde ante Fernando Verdasco en 3 sets.
También, por primera vez y gracias a su ranking, entra al cuadro principal del tercer grande del año, Wimbledon, en donde cae en la primera ronda, en un buen partido, ante el cabeza de serie número 28, Benoit Paire 6-4, 4-6, 4-6 y 6-7.
De vuelta al suelo naranja, en su primer torneo de a gira de Europa, llega a la final del ATP 250 de Bastad. En el camino a la final derrota a su compatriota, Facundo Arguello por 6-3 y 6-2, en segunda ronda a Hugo Dellien 4-6, 7-6 y 6-3, en cuartos de final, y por segunda vez en dos meses, doblega al ex los diez primeros, Richard Gasquet en un 7-6, 4-6 y 6-3 y luego, por un lugar en la final, derrota al español Albert Ramos Viñolas, (ex top 20) por 6-3 y 6-4.
En el US Open alcanza la segunda ronda, perdiendo contra el número 1 del mundo Novak Djokovic.
Finaliza el año cómo número 50 del ranking ATP.

## Títulos ATP (1; 1+0)

#### Individual (1)
| Leyenda              |
| Grand Slam (0)       |
| ATP Finals (0)       |
| ATP Masters 1000 (0) |
| ATP 500 (0)          |
| ATP 250 (1)          |

| N.º | Fecha                 | Torneo  | Superficie    | Oponente en la final | Resultado     |
| --- | --------------------- | ------- | ------------- | -------------------- | ------------- |
| 1.  | 10 de febrero de 2019 | Córdoba | Tierra batida | Guido Pella          | 3-6, 7-5, 6-1 |

#### Finalista (1)
| N.º | Fecha               | Torneo | Superficie    | Oponente en la final | Resultado   |
| --- | ------------------- | ------ | ------------- | -------------------- | ----------- |
| 1.  | 21 de julio de 2019 | Bastad | Tierra batida | Nicolás Jarry        | 6-7(7), 4-6 |

### Dobles (0)
| Leyenda                         |
| Grand Slam (0)                  |
| ATP World Tour Finals (0)       |
| ATP World Tour Masters 1000 (0) |
| ATP World Tour 500 (0)          |
| ATP World Tour 250 (0)          |

#### Finalista (1)
| N.º | Fecha                 | Torneo       | Superficie    | Pareja          | Oponentes en la final              | Resultado         |
| --- | --------------------- | ------------ | ------------- | --------------- | ---------------------------------- | ----------------- |
| 1.  | 16 de febrero de 2020 | Buenos Aires | Tierra batida | Guillermo Durán | Marcel Granollers Horacio Zeballos | 4-6, 7-5, [16-18] |

## Títulos Challenger (3; 2+1)

#### Individual

##### Títulos (2)
| Nº | Fecha      | Torneo       | Superficie | Rival en la final | Resultado     |
| -- | ---------- | ------------ | ---------- | ----------------- | ------------- |
| 1. | 15.04.2018 | México Open  | Arcilla    | Roberto Quiroz    | 6-1, 6-3      |
| 2. | 08.07.2018 | Marburg Open | Arcilla    | Hugo Dellien      | 3-6, 7-5, 6-4 |

##### Finales (2)
| Nº | Fecha      | Torneo       | Superficie | Rival en la final | Resultado     |
| -- | ---------- | ------------ | ---------- | ----------------- | ------------- |
| 1. | 29.07.2018 | Tampere Open | Arcilla    | Tallon Griekspoor | 3-6, 6-2, 3-6 |
| 2. | 14.11.2021 | Montevideo   | Arcilla    | Hugo Dellien      | 0-6, 1-6      |

#### Dobles

##### Títulos (1)
| Nº | Fecha      | Torneo        | Superficie | Pareja              | Rivales en la final           | Resultado |
| -- | ---------- | ------------- | ---------- | ------------------- | ----------------------------- | --------- |
| 2. | 19.08.2017 | Santo Domingo | Arcilla    | Luis David Martínez | Daniel Galán Santiago Giraldo | 6-4, 6-4  |

##### Finales (2)
| Nº | Fecha      | Torneo       | Superficie | Pareja       | Rivales en la final             | Resultado      |
| -- | ---------- | ------------ | ---------- | ------------ | ------------------------------- | -------------- |
| 1. | 25.10.2014 | Córdoba      | Arcilla    | Hugo Dellien | Marcelo Demoliner Nicolás Jarry | 3-6, 5-7       |
| 2. | 24.07.2017 | Tampere Open | Arcilla    | Lucas Gómez  | Sander Gille Joran Vliegen      | 2-6, 7-6, 3-10 |

## Resultados en Grands Slams y Masters 1000[5]
| Torneos              | 2014         | 2015         | 2016         | 2017         | 2018         | 2019         | 2020         | 2021         | 2022         | G-P          |
| Grands Slams         | Grands Slams | Grands Slams | Grands Slams | Grands Slams | Grands Slams | Grands Slams | Grands Slams | Grands Slams | Grands Slams | Grands Slams |
| -------------------- | ------------ | ------------ | ------------ | ------------ | ------------ | ------------ | ------------ | ------------ | ------------ | ------------ |
| Abierto de Australia | -            | -            | -            | -            | -            | Q2           | 1R           | 1R           |              | 0-2          |
| Roland Garros        | Q1           | Q1           | -            | -            | Q3           | 4R           | 2R           | 1R           | 1R           | 4-4          |
| Wimbledon            | Q1           | -            | -            | -            | Q1           | 1R           |              | 1R           |              | 0-2          |
| US Open              | Q3           | -            | -            | -            | Q1           | 2R           | 2R           | Q1           |              | 2-2          |
| Ganados-Perdidos     | 0-0          | 0-0          | 0-0          | 0-0          | 0-0          | 4-3          | 2-3          | 0-3          | 0-0          | 6-9          |
| Masters 1000         |              |              |              |              |              |              |              |              |              |              |
| Indian Wells         | -            | -            | -            | -            | -            | Q1           |              |              |              | 0-0          |
| Miami                | -            | -            | -            | -            | -            | Q1           |              |              |              | 0-0          |
| Montecarlo           | -            | -            | -            | -            | -            | 1R           |              | 2R           |              | 0-2          |
| Madrid               | -            | -            | -            | -            | -            | Q2           |              | Q2           |              | 0-0          |
| Roma                 | -            | -            | -            | -            | -            |              | Q1           | Q1           |              | 0-0          |
| Canadá               | -            | -            | -            | -            | -            | -            |              |              |              | 0-0          |
| Cincinnati           | -            | -            | -            | -            | -            | 2R           | Q2           |              |              | 1-1          |
| Shanghái             | -            | -            | -            | -            | -            | 1R           |              |              |              | 0-1          |
| París                | -            | -            | -            | -            | -            | Q1           |              |              |              | 0-0          |
| Ganados-Perdidos     | 0-0          | 0-0          | 0-0          | 0-0          | 0-0          | 1-3          | 0-0          | 0-1          | 0-0          | 1-4          |

## Ranking ATP al final de la temporada
| AÑO     | 2010 | 2011 | 2012 | 2013 | 2014 | 2015 | 2016 | 2017 | 2018 | 2019 | 2020 | 2021 | 2022 | 2023 | 2024 |
| ------- | ---- | ---- | ---- | ---- | ---- | ---- | ---- | ---- | ---- | ---- | ---- | ---- | ---- | ---- | ---- |
| Ranking | 786  | 680  | 479  | 278  | 232  | 287  | 341  | 362  | 118  | 50   | 79   | 135  | 276  | 603  | 843  |